# Claudia Conserva

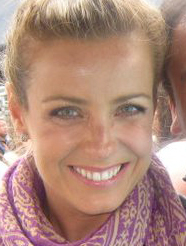
Claudia Conserva (2011)

Claudia Marcela Conserva Pérez (* 12. Januar 1974 in Santiago de Chile) ist ein chilenisches Mannequin sowie Schauspielerin und Fernsehmoderatorin albanischer Abstammung. Erste Fernseherfahrungen sammelte sie schon als Kind in verschiedenen Sendungen und in der Werbung. 
1990 gewann sie den Modelcontest Miss 17. Conserva ist verheiratet und hat zwei Kinder.

## Filmografie
Als Schauspielerin
- 1995: El amor está de moda
- 1996: Marron Glacé, el regreso
- 1997: Eclipse de Luna
- 1998: Amándote
- 1999: Fuera de Control

Als sie selbst
- 1990: De Buen Humor
- 1991–1994: Extra Jóvenes
- 1993: La Muela del Juicio
- 1995–2002: Maravillozoo
- 1995–2002: Video Loco
- 1999–2000: Bravo Bravísimo
- 2000–2002: Desde la Terraza
- 2001: Nacer Mamá
- 2002: Verte Crecer
- 2004–2011: Pollo en Conserva
- 2012: Paris Parade
- 2013: Vive Viña en TVN
- 2013: Buenos días a todos